# Museo nazionale etrusco di Marzabotto
Il Museo nazionale etrusco "Pompeo Aria" di Marzabotto conserva i reperti rinvenuti nell'annessa area archeologica di Kainua, una delle più estese e meglio conservate città etrusche di stampo coloniale.
Dal dicembre 2014 il Ministero per i beni e le attività culturali lo gestisce tramite il Polo museale dell'Emilia-Romagna, nel dicembre 2019 divenuto Direzione regionale Musei dell’Emilia-Romagna.
Intitolato al conte Pompeo Aria, che per primo organizzò la collezione di reperti, il museo sorge al margine dell'area archeologica, quest'ultima di proprietà dello Stato italiano dal 1933. 

## Storia

### Kainua
L'importanza del sito è dovuta al fatto che, a differenza della quasi totalità delle città etrusche, Kainua (originariamente nota con il nome di Misa) è rimasta per lungo tempo abbandonata ed emarginata dai successivi insediamenti e pertanto è rimasta leggibile nel suo originario tessuto urbano, risalente alla seconda metà del VI secolo a.C. e attivo fino alla metà del IV secolo a.C. (quando la città fu occupata dai Celti). Solo recentemente si è aggiunta la scoperta, sull'altro versante appenninico, di un altro insediamento simile, Gonfienti, vicino a Prato, che ha permesso di chiarire i rapporti sociali e commerciali della zona.

### Le origini del museo

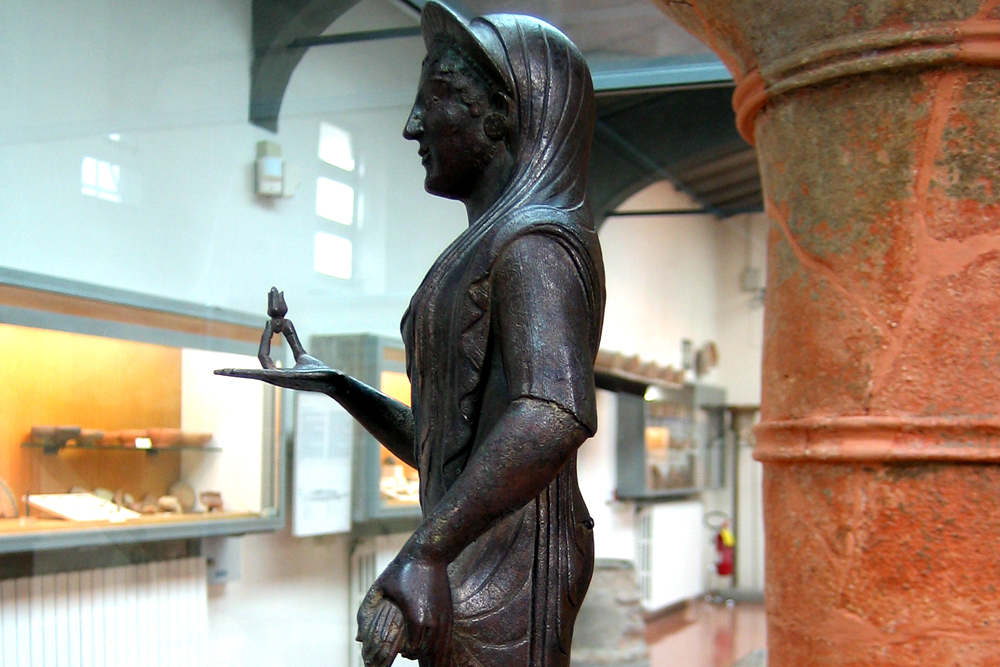
Statuetta votiva

Le primissime notizie sull'antico insediamento etrusco risalgono alla metà del XVI secolo, ma fu solo dopo il 1831 che si ebbero i ritrovamenti più significativi, in occasione dei lavori di realizzazione di un parco adiacente alla villa voluti da Giuseppe Aria. A partire da quella data i conti Aria iniziarono a custodire e conservare i resti archeologici, formando una pregevole ma occasionale collezione.

### Il museo a Villa Aria

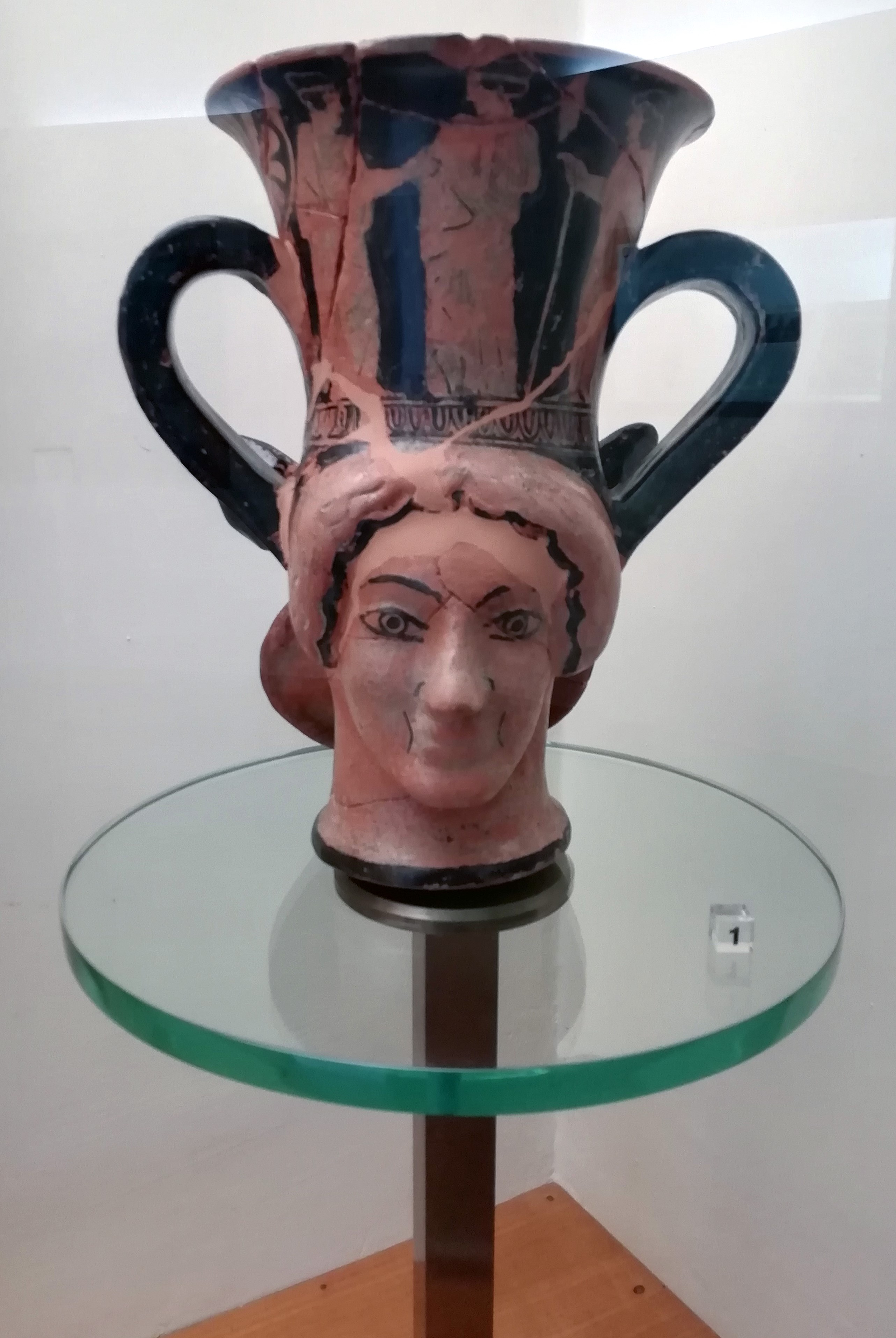
Kantharos attico a figure rosse a forma di menade e satiro, proveniente dalla necropoli nord del sito archeologico di Kainua, a Marzabotto, databile al 450-430 a.C.

Dal 1862 si susseguirono una serie di scavi ufficiali diretti da illustri archeologi, come Giovanni Gozzadini, Gaetano Chierici e Edoardo Brizio, a cui si deve anche la prima sistemazione dei reperti nel museo nel frattempo creato all'interno della villa Aria. 
La collezione ebbe un primo ordinamento nel 1870 e nell'ottobre del 1871 venne visitata dagli archeologi partecipanti al Congresso Internazionale di Antropologia e Archeologia preistoriche di Bologna, che ne riconobbero l'importanza, ma fu solo nel 1886 che il conte Pompeo Aria investì nella classificazione e nella sistematizzazione dei reperti: si può indicare quell'anno per la nascita ufficiale del primo nucleo del museo di Marzabotto, che occupò cinque ampie sale del piano nobile di Villa Aria.

### Il museo attuale
L'area archeologica, assieme ai reperti rinvenuti durante gli scavi, furono acquistati dallo Stato italiano nel 1933, col trasferimento del museo nell'attuale sede. L'allestimento attuale, che risente della parziale distruzione e dispersione dei reperti durante la seconda guerra mondiale, risale al 1979, con aggiornamenti continui legati agli scavi che regolarmente sono compiuti ogni estate, dagli anni cinquanta ad oggi.

## Percorso museale

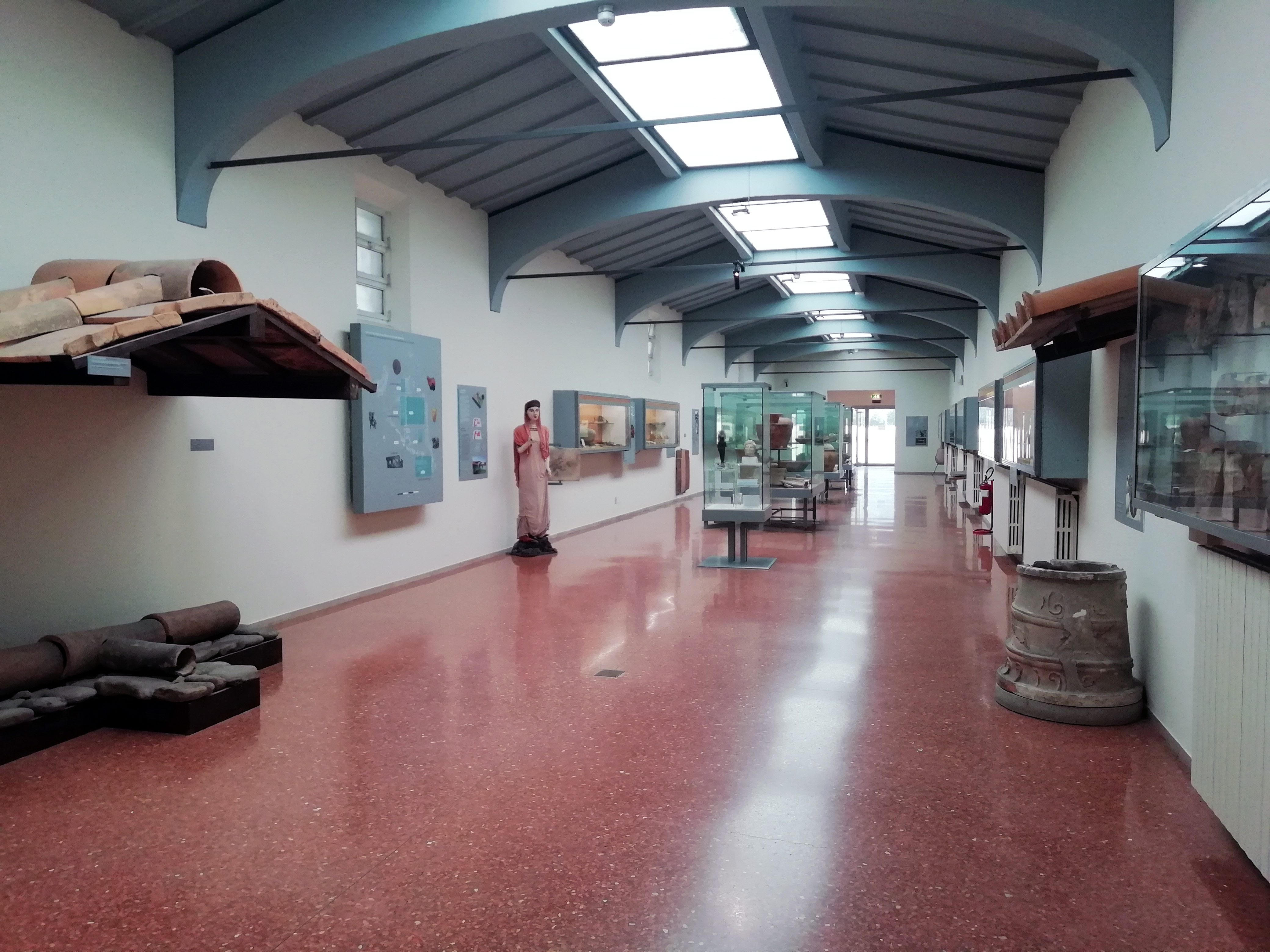

Il percorso, diviso per aree di rinvenimento, presenta vasi attici, bronzi, segnacoli tombali e balsamari provenienti dalle necropoli, vari materiali provenienti dall'abitato, dall'acropoli e dal santuario fontile, terrecotte architettoniche dell'acropoli e delle case di abitazione, e rinvenimenti recenti, tra cui una testa di kouros greco, trovata nelle vicinanze di quello che, una decina di anni dopo, sarebbe poi stato scavato ed identificato come il tempio di Tinia. Nella quarta sala due corredi funebri provenienti da Sasso Marconi.